# Karolingische kunst

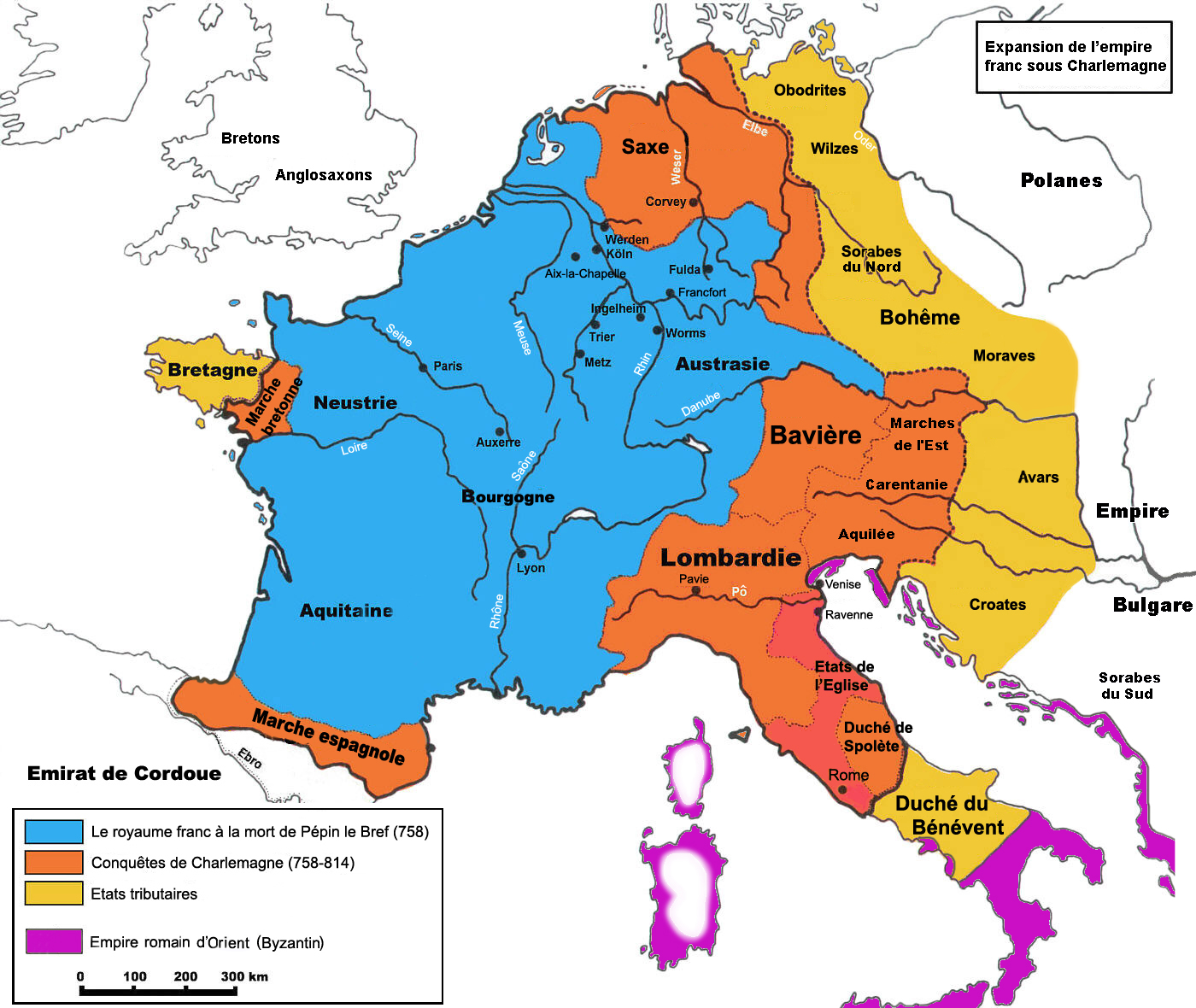
Karolingische rijk 768-811

Met Karolingische kunst worden kunst en kunstvoorwerpen in West-Europa bedoeld uit de achtste en negende eeuw. Karel de Grote zorgde niet alleen voor staatkundige maar ook voor culturele eenheid. Tijdens zijn heerschappij werd er terug gerefereerd naar de Klassieke oudheid, om die reden ook wel Karolingische renaissance genoemd. De stijl werd in de tiende eeuw opgevolgd door de Ottoonse renaissance.

## Geschiedenis
De hofmeier Karel Martel, zoon van Pepijn van Herstal, versloeg de oprukkende islamieten die via Spanje, Europa binnen trokken in 732 bij de Slag bij Poitiers in Frankrijk. Zo trad Karel Martel aan als eerste heerser van de Karolingische dynastie. Zijn zoon Pepijn de Korte werd door de paus in 751 tot koning van het Frankenrijk uitgeroepen. Maar het was vooral zijn zoon, Karel de Grote, die door vele oorlogen erin slaagde om bijna alle verbrokkelde delen van het vroegere West-Romeinse Rijk te verenigen. In het jaar 800 werd hij door de paus tot keizer gekroond.
Helaas hadden de opvolgers van Karel de Grote niet zo’n groot gezag waardoor het rijk uiteen viel. Door het Verdrag van Verdun (843) werd het rijk opgesplitst in drie grote delen: West-Francië, Oost-Francië en het Middenrijk.

## Kenmerken van de Karolingische kunst
Als keizer beschouwde Karel de Grote zich gelijk aan de keizers van het Byzantijnse Rijk. Naast de typische Merovingische invloeden, waren er ook heel wat invloeden van de Byzantijnse kunst, evenals invloeden van de vroegchristelijke kunst en van de oud-Romeinse kunst.
Twee typische uitingen van Karolingische kunst zijn: de zin voor monumentaliteit en de grotere aandacht voor het gebruik van de menselijke vorm. Geleidelijk aan verlieten de Karolingische kunstenaars deze klassieke vorm van kunst en begonnen ze zaken op andere manieren uit te beelden waardoor ze de grondslag legden voor de romaanse kunst vanaf het begin van de elfde eeuw.

## Schilderkunst
De meeste schilderwerken van de Karolingische renaissance zijn verloren gegaan. De schilderkunst in deze periode uitte zich vooral in boekverluchting en muurschilderingen.

Majestas Domini, Godescalc-evangelistarium

### Boekverluchting
De voornaamste centra van de illuminatie onder de Karolingers waren de scriptoria van de keizerlijke hoven, bisdommen en abdijen in het gebied tussen de Loire en Rijn. Namelijk:
- Metz, Corbie, Reims en Tours in Frankrijk.
- Trier, Fulda, Reichenau en Aken in Duitsland.
- Sankt Gallen in Zwitserland.
- Echternach in Luxemburg.

Elk scriptorium voegde zijn eigen kenmerken toe aan de boekverluchting, veelal met een ivoren omslag. Centraal waren er menselijke figuren omgeven door fauna en flora. Ook de Byzantijnse invloed is merkbaar: de plastische opstelling van de figuren en de gedrapeerde gewaden. Een overvloed aan kleuren met een levendige en vlotte tekening zijn duidelijk een erfgoed van de Franken.

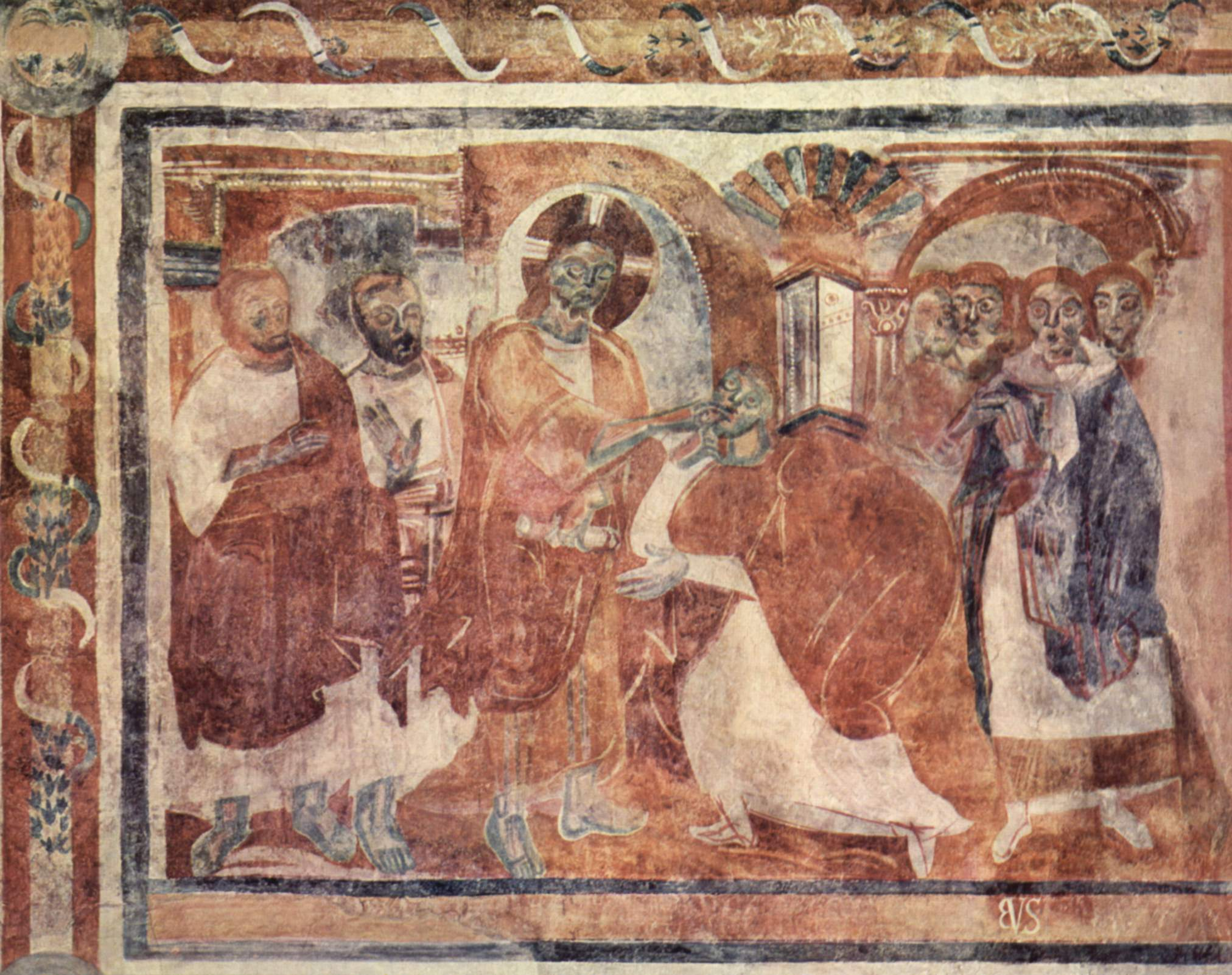
Fresco Müstair, Zwitserland

### Muurschilderingen
De muurschilderingen uit de tijd van de Karolingen zijn schaars, fragmentarisch en dikwijls beschadigd. Een voorbeeld is te vinden in de Sint-Joriskerk in Reichenau-Oberzell.

## Beeldhouwkunst
Van de Karolingische beeldhouwkunst is weinig bewaard gebleven, althans van de steenbeeldhouwkunst. In de Sint-Servaasbasiliek in Maastricht bevindt zich een reliëf met een gecombineerde voorstelling van de Kindermoord van Bethlehem en de Vlucht naar Egypte. Het reliëf wordt door sommigen geclassificeerd als Merovingische kunst, door anderen als Karolingisch.

## Bronsgieten en edelsmeedkunst

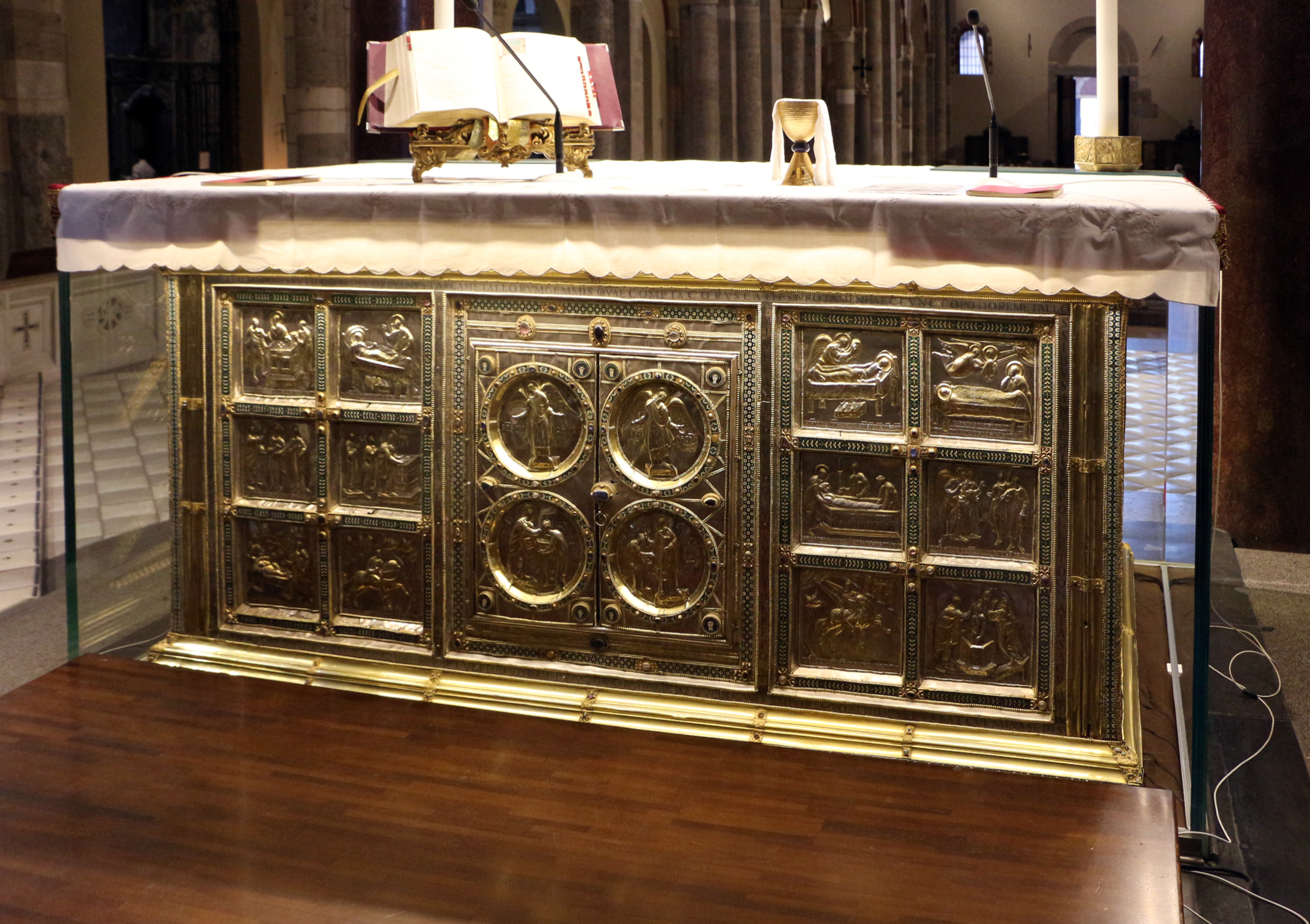
Altaar in de Sint Ambrosiuskerk in Milaan

Karel de Grote deed het bronsgieten weer opleven toen hij een gieterij opende in Aken, onder andere om de bekleding van de deuren van zijn paltskapel te gieten. In de kapel zou tevens een verloren gegaan kruis met de levensgrote figuur van christus in goud hebben gestaan. In de Dom van Aken getuigen de bronzen hekken op de verdieping van de paltskapel nog steeds van het hoge niveau van de zogenoemde "Akense werkplaatsen". Uit diezelfde werkplaatsen is de gegoten zilveren Sleutel van Sint-Servaas afkomstig, waarschijnlijk door Einhard geschonken aan de schatkamer van de Sint-Servaasbasiliek, tevens het enige voorbeeld van Karolingische edelsmeedkunst in de Nederlanden. Een voorbeeld van bronsgieterij is het kleine ruiterstandbeeld van Karel de Grote in het Louvre. Dit werd gegoten naar het voorbeeld van een Romeinse ruiter, maar de kunstenaar plaatste het in de tijd waarin hij leefde. Zo zijn de kledij en het hoofd van Karel de Grote duidelijk germaans.
Het grootste nog bestaande Karolingisch edelsmeedwerk is de zogeheten paliotto of altaarbekleding in de Basiliek van Sint-Ambrosius in Milaan. De vier zijden van het altaar zijn bekleed met zilveren reliëfs. Aan de voorzijde zien we het leven van Jezus met in het midden de Byzantijnse voorstelling van Christus op zijn troon. Op de achterwand het leven van de heilige Ambrosius, bisschop van Milaan (339-397). Op de twee zijwanden zien we de verering van het H. Kruis.
Belangrijke Karolingische manuscripten werden voorzien van een beschermende omslag in edelmetaal en/of ivoor, bezet met edelstenen. Er zijn echter niet veel voorbeelden overgebleven van deze boekomslagen.

## Ivoorsnijkunst

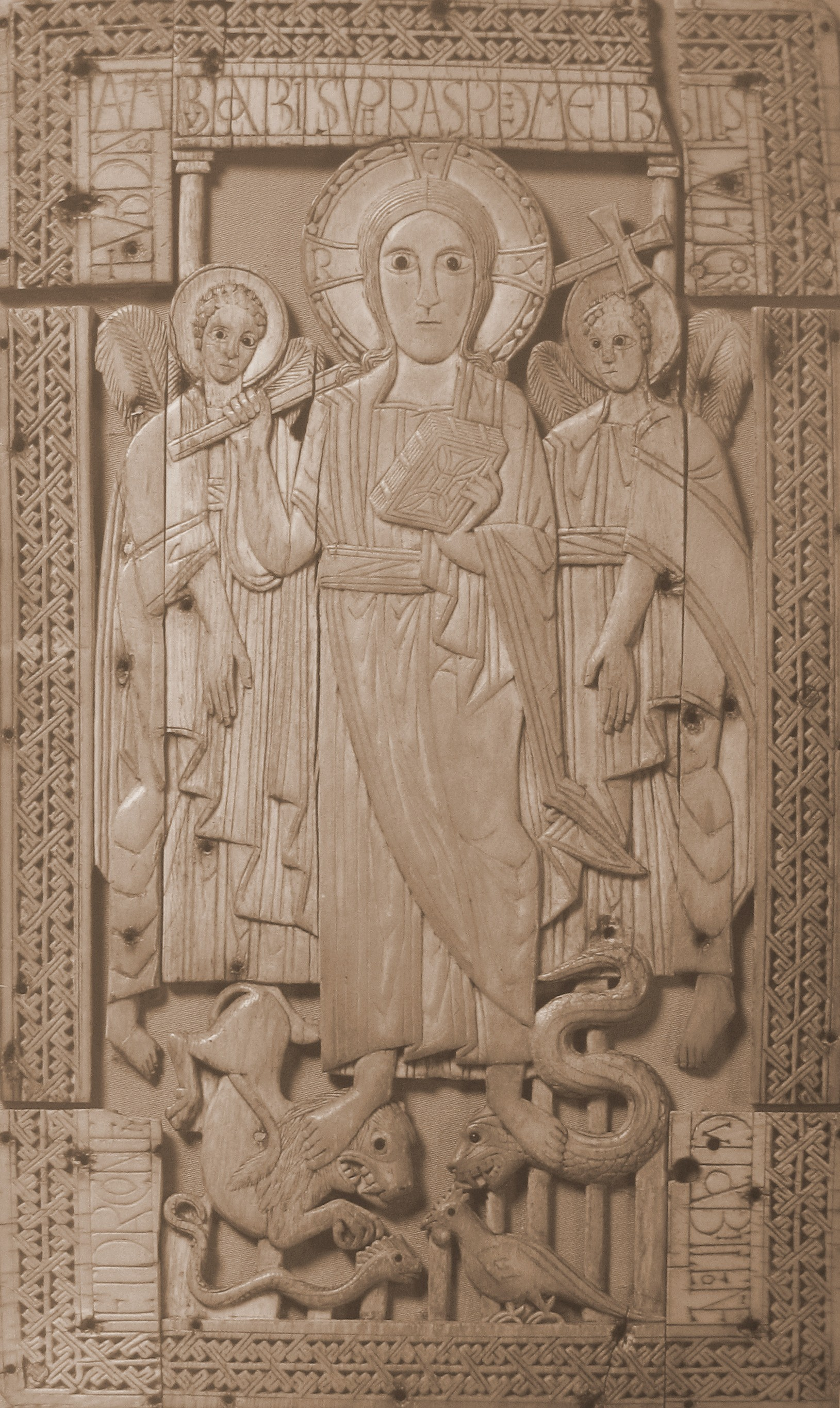
Ivoren van Genoelselderen (eind 8e eeuw)

De ivoorsnijkunst van de karolinginsche periode was ook sterk geïnspireerd door de laat klassieke periode. Dit blijkt duidelijk uit de kenmerken die deze vorm van ivoorsnijkunst heeft:
- de afbeeldingen hebben een menselijke gestalte
- de kleding en de houding
- de ornamentale motieven

De afbeeldingen waren geïnspireerd op beschrijvingen uit de bijbel, meestal ging het om een triomferende Christusfiguur, een verchristelijkte weergave van de verheerlijking van de keizer. Deze kunstwerken zijn vooral terug te vinden op de kaften van evangelische boeken en op de deksels en wanden van reliekkistjes. Soms ook in de kanten van de altaren in de kerken van die tijd.
Op het einde van de negende eeuw werd de ivoorsnijkunst in het Duitse gebied meer volks en in de Ottoonse periode werden ook de onderwerpen vrijer, er kwamen voorstellingen van plaatselijke legendes en gebeurtenissen op voor. Uiteindelijk zou deze ivoorsnijkunst een aanzet geven naar de romaanse beeldhouwkunst.
Belangrijke voorbeelden van Karolingische ivoorsnijkunst in de Nederlanden zijn de Lebuïnuskelk in Museum Catharijneconvent in Utrecht en het ivoordiptiek van Genoelselderen in de Koninklijke Musea voor Kunst en Geschiedenis in Brussel.

## Bouwkunst
Byzantijnse kunst · Merovingische kunst · Insulaire kunst · Karolingische kunst · Ottoonse renaissance · Franco-Insulaire stijl · Preromaanse kunst · Romaanse kunst · Kanaalstijl · Scheldegotiek · Gotische kunst · Internationale gotiek · Pre-Eyckiaanse kunst · Vlaamse Primitieven